# Liga Nacional de Baloncesto Profesional de México 2006
La Temporada 2006 de la LNBP fue la séptima edición de la Liga Nacional de Baloncesto Profesional de México, la cual tuvo un Rol regular de 432 partidos (36 juegos por cada uno de los 24 equipos).
En esta edición salieron del circuito los Tecolotes de la UAG (Pidieron permiso para ausentarse un año), así como los Tuberos de Colima; sin embargo la liga aumentó de 20 a 24 equipos.
Por otro lado ingresaron 6 equipos nuevos en la liga, 4 en la Zona Sur: Bucaneros de Campeche, Guerreros de Morelia, Mayas de Yucatán y Pioneros de Quintana Roo; así como 2 por la Zona Norte: Astros de Tecate y Cimarrones de Ensenada.

## Campeón de Liga
El Campeonato de la LNBP lo obtuvieron los Soles de Mexicali, los cuales derrotaron en una reñida Serie Final a los Halcones UV Xalapa por 4 juegos a 3, coronándose el equipo cachanilla en calidad de local en el Auditorio del Estado de Mexicali, Baja California.

## Campeón Copa Independencia
La Copa Independencia fue ganada por los Lobos Grises de la UAD en calidad de visitante, que derrotaron a los Halcones UV Xalapa en la Final Nacional en el Gimnasio de la USBI de Xalapa, Veracruz.

## Equipos participantes
| Liga Nacional de Baloncesto Profesional de México 2006 |                            |                                  |                               |                                |
| #                                                      | Zona Norte                 | Zona Norte                       | Zona Sur                      | Zona Sur                       |
| #                                                      | Equipo                     | Sede                             | Equipo                        | Sede                           |
| 1                                                      | Algodoneros de la Comarca  | Torreón, Coahuila                | Barreteros de Zacatecas       | Zacatecas, Zacatecas           |
| 2                                                      | Astros de Tecate           | Tecate, Baja California          | Bucaneros de Campeche         | Campeche, Campeche             |
| 3                                                      | Cimarrones de Ensenada     | Ensenada, Baja California        | Cometas de Querétaro          | Querétaro, Querétaro           |
| 4                                                      | Correcaminos UAT Matamoros | Matamoros, Tamaulipas            | Gambusinos de Fresnillo       | Fresnillo, Zacatecas           |
| 5                                                      | Correcaminos UAT Reynosa   | Reynosa, Tamaulipas              | Guerreros de Morelia          | Morelia, Michoacán             |
| 6                                                      | Correcaminos UAT Victoria  | Ciudad Victoria, Tamaulipas      | Halcones UV Veracruz          | Veracruz, Veracruz             |
| 7                                                      | Fuerza Regia de Monterrey  | Monterrey, Nuevo León            | Halcones UV Xalapa            | Xalapa, Veracruz               |
| 8                                                      | Galgos de Tijuana          | Tijuana, Baja California         | Lechugueros de León           | León, Guanajuato               |
| 9                                                      | Lobos de la U.A. de C.     | Saltillo, Coahuila               | Mayas de Yucatán              | Mérida, Yucatán                |
| 10                                                     | Lobos Grises de la UAD     | Durango, Durango                 | Ola Roja del Distrito Federal | México, D. F.                  |
| 11                                                     | Santos Reales de San Luis  | San Luis Potosí, San Luis Potosí | Panteras de Aguascalientes    | Aguascalientes, Aguascalientes |
| 12                                                     | Soles de Mexicali          | Mexicali, Baja California        | Pioneros de Quintana Roo      | Cancún, Quintana Roo           |

## Clasificación
| Zona Norte                 | Zona Norte | Zona Norte | Zona Norte | Zona Norte | Zona Norte | Zona Norte | Zona Norte |
| Equipo                     | G          | P          | %          | Pts        | Casa       | Fuera      | PJ         |
| -------------------------- | ---------- | ---------- | ---------- | ---------- | ---------- | ---------- | ---------- |
| Soles de Mexicali          | 32         | 4          | .889       | 68         | 18-0       | 14-4       | 36         |
| Lobos Grises de la UAD     | 28         | 8          | .778       | 64         | 16-2       | 12-6       | 36         |
| Correcaminos UAT Reynosa   | 25         | 11         | .694       | 61         | 16-2       | 9-9        | 36         |
| Lobos de la U.A. de C.     | 22         | 14         | .611       | 58         | 14-4       | 8-10       | 36         |
| Correcaminos UAT Victoria  | 21         | 15         | .583       | 57         | 13-5       | 8-10       | 36         |
| Correcaminos UAT Matamoros | 20         | 16         | .556       | 56         | 14-4       | 6-12       | 36         |
| Fuerza Regia de Monterrey  | 17         | 19         | .472       | 53         | 12–6       | 5-13       | 36         |
| Santos Reales de San Luis  | 17         | 19         | .472       | 53         | 10-8       | 7-11       | 36         |
| Galgos de Tijuana          | 15         | 21         | .417       | 51         | 10-8       | 5-13       | 36         |
| Algodoneros de la Comarca  | 10         | 26         | .278       | 46         | 6-12       | 4-14       | 36         |
| Cimarrones de Ensenada     | 10         | 26         | .278       | 46         | 5-13       | 5-13       | 36         |
| Astros de Tecate           | 0          | 36         | .000       | 36         | 0-18       | 0-18       | 36         |

| Zona Sur                      | Zona Sur | Zona Sur | Zona Sur | Zona Sur | Zona Sur | Zona Sur | Zona Sur |
| Equipo                        | G        | P        | %        | Pts      | Casa     | Fuera    | PJ       |
| ----------------------------- | -------- | -------- | -------- | -------- | -------- | -------- | -------- |
| Halcones UV Xalapa            | 30       | 6        | .833     | 66       | 14-4     | 16-2     | 36       |
| Lechugueros de León           | 24       | 12       | .667     | 60       | 11-7     | 13-5     | 36       |
| Cometas de Querétaro          | 24       | 12       | .667     | 60       | 13-5     | 11-7     | 36       |
| Halcones UV Veracruz          | 23       | 13       | .639     | 59       | 11-7     | 12-6     | 36       |
| Panteras de Aguascalientes    | 21       | 15       | .583     | 57       | 13-5     | 8-10     | 36       |
| Ola Roja del Distrito Federal | 21       | 15       | .583     | 57       | 13-5     | 8-10     | 36       |
| Mayas de Yucatán              | 19       | 17       | .528     | 55       | 12–6     | 7-11     | 36       |
| Bucaneros de Campeche         | 18       | 18       | .500     | 54       | 11-7     | 7-11     | 36       |
| Pioneros de Quintana Roo      | 10       | 26       | .278     | 46       | 5-13     | 5-13     | 36       |
| Barreteros de Zacatecas       | 10       | 26       | .278     | 46       | 6-12     | 4-14     | 36       |
| Gambusinos de Fresnillo       | 9        | 27       | .250     | 45       | 5-13     | 4-14     | 36       |
| Guerreros de Morelia          | 6        | 30       | .167     | 42       | 6-12     | 0-18     | 36       |

| Equipos clasificados a playoffs |

## Playoffs
Tabla de playoffs, se muestra en negrita los ganadores del enfrentamiento y en cursiva el equipo con la ventaja de local. El número de la izquierda indica su posición en la clasificación para los playoffs, el número de la derecha indica el resultado en partidos. 
|  | Primera Ronda | Primera Ronda     | Primera Ronda |                   |   | Semifinales de Zona | Semifinales de Zona | Semifinales de Zona |  |   | Finales de Zona | Finales de Zona | Finales de Zona |  |    | Final Nacional | Final Nacional | Final Nacional |  |
|  |               |                   |               |                   |   |                     |                     |                     |  |   |                 |                 |                 |  |    |                |                |                |  |
|  |               |                   |               |                   |   |                     |                     |                     |  |   |                 |                 |                 |  |    |                |                |                |  |
|  | 1             | Soles             | 3             |                   |   |                     |                     |                     |  |   |                 |                 |                 |  |    |                |                |                |  |
|  | 1             | Soles             | 3             |                   |   |                     |                     |                     |  |   |                 |                 |                 |  |    |                |                |                |  |
|  | 8             | Santos Reales     | 0             |                   |   |                     |                     |                     |  |   |                 |                 |                 |  |    |                |                |                |  |
|  | 8             | Santos Reales     | 0             |                   | 1 | Soles               | 3                   |                     |  |   |                 |                 |                 |  |    |                |                |                |  |
|  |               |                   |               |                   | 1 | Soles               | 3                   |                     |  |   |                 |                 |                 |  |    |                |                |                |  |
|  |               |                   | 4             | Lobos             | 0 |                     |                     |                     |  |   |                 |                 |                 |  |    |                |                |                |  |
|  | 4             | Lobos             | 4             | Lobos             | 0 | 3                   |                     |                     |  |   |                 |                 |                 |  |    |                |                |                |  |
|  | 4             | Lobos             |               |                   |   |                     |                     |                     |  |   |                 |                 |                 |  |    |                |                |                |  |
|  | 5             | Correcaminos Vic. | 1             |                   |   |                     |                     |                     |  |   |                 |                 |                 |  |    |                |                |                |  |
|  | 5             | Correcaminos Vic. | 1             |                   |   |                     |                     |                     |  | 1 | Soles           | 4               |                 |  |    |                |                |                |  |
|  | Zona Norte    |                   |               |                   |   |                     |                     |                     |  | 1 | Soles           | 4               |                 |  |    |                |                |                |  |
|  |               |                   | 2             | Lobos Grises      | 0 |                     |                     |                     |  |   |                 |                 |                 |  |    |                |                |                |  |
|  | 2             | Lobos Grises      | 2             | Lobos Grises      | 0 | 3                   |                     |                     |  |   |                 |                 |                 |  |    |                |                |                |  |
|  | 2             | Lobos Grises      |               |                   |   |                     |                     |                     |  |   |                 |                 |                 |  |    |                |                |                |  |
|  | 7             | Fuerza Regia      | 0             |                   |   |                     |                     |                     |  |   |                 |                 |                 |  |    |                |                |                |  |
|  | 7             | Fuerza Regia      | 0             |                   | 2 | Lobos Grises        | 3                   |                     |  |   |                 |                 |                 |  |    |                |                |                |  |
|  |               |                   |               |                   | 2 | Lobos Grises        | 3                   |                     |  |   |                 |                 |                 |  |    |                |                |                |  |
|  |               |                   | 3             | Correcaminos Rey. | 0 |                     |                     |                     |  |   |                 |                 |                 |  |    |                |                |                |  |
|  | 3             | Correcaminos Rey. | 3             | Correcaminos Rey. | 0 | 3                   |                     |                     |  |   |                 |                 |                 |  |    |                |                |                |  |
|  | 3             | Correcaminos Rey. |               |                   |   |                     |                     |                     |  |   |                 |                 |                 |  |    |                |                |                |  |
|  | 6             | Correcaminos Mat. | 0             |                   |   |                     |                     |                     |  |   |                 |                 |                 |  |    |                |                |                |  |
|  | 6             | Correcaminos Mat. | 0             |                   |   |                     |                     |                     |  |   |                 |                 |                 |  | N1 | Soles          | 4              |                |  |
|  |               |                   |               |                   |   |                     |                     |                     |  |   |                 |                 |                 |  | N1 | Soles          | 4              |                |  |
|  |               |                   | S1            | Halcones Xal.     | 3 |                     |                     |                     |  |   |                 |                 |                 |  |    |                |                |                |  |
|  | 1             | Halcones Xal.     | S1            | Halcones Xal.     | 3 | 3                   |                     |                     |  |   |                 |                 |                 |  |    |                |                |                |  |
|  | 1             | Halcones Xal.     |               |                   |   |                     |                     |                     |  |   |                 |                 |                 |  |    |                |                |                |  |
|  | 8             | Bucaneros         | 1             |                   |   |                     |                     |                     |  |   |                 |                 |                 |  |    |                |                |                |  |
|  | 8             | Bucaneros         | 1             |                   | 1 | Halcones Xal.       | 3                   |                     |  |   |                 |                 |                 |  |    |                |                |                |  |
|  |               |                   |               |                   | 1 | Halcones Xal.       | 3                   |                     |  |   |                 |                 |                 |  |    |                |                |                |  |
|  |               |                   | 5             | Panteras          | 0 |                     |                     |                     |  |   |                 |                 |                 |  |    |                |                |                |  |
|  | 4             | Halcones Ver.     | 5             | Panteras          | 0 | 2                   |                     |                     |  |   |                 |                 |                 |  |    |                |                |                |  |
|  | 4             | Halcones Ver.     |               |                   |   |                     |                     |                     |  |   |                 |                 |                 |  |    |                |                |                |  |
|  | 5             | Panteras          | 3             |                   |   |                     |                     |                     |  |   |                 |                 |                 |  |    |                |                |                |  |
|  | 5             | Panteras          | 3             |                   |   |                     |                     |                     |  | 1 | Halcones Xal.   | 4               |                 |  |    |                |                |                |  |
|  | Zona Sur      |                   |               |                   |   |                     |                     |                     |  | 1 | Halcones Xal.   | 4               |                 |  |    |                |                |                |  |
|  |               |                   | 2             | Lechugueros       | 1 |                     |                     |                     |  |   |                 |                 |                 |  |    |                |                |                |  |
|  | 2             | Lechugueros       | 2             | Lechugueros       | 1 | 3                   |                     |                     |  |   |                 |                 |                 |  |    |                |                |                |  |
|  | 2             | Lechugueros       |               |                   |   |                     |                     |                     |  |   |                 |                 |                 |  |    |                |                |                |  |
|  | 7             | Mayas             | 1             |                   |   |                     |                     |                     |  |   |                 |                 |                 |  |    |                |                |                |  |
|  | 7             | Mayas             | 1             |                   | 2 | Lechugueros         | 3                   |                     |  |   |                 |                 |                 |  |    |                |                |                |  |
|  |               |                   |               |                   | 2 | Lechugueros         | 3                   |                     |  |   |                 |                 |                 |  |    |                |                |                |  |
|  |               |                   | 3             | Cometas           | 1 |                     |                     |                     |  |   |                 |                 |                 |  |    |                |                |                |  |
|  | 3             | Cometas           | 3             | Cometas           | 1 | 3                   |                     |                     |  |   |                 |                 |                 |  |    |                |                |                |  |
|  | 3             | Cometas           |               |                   |   |                     |                     |                     |  |   |                 |                 |                 |  |    |                |                |                |  |
|  | 6             | Ola Roja          | 2             |                   |   |                     |                     |                     |  |   |                 |                 |                 |  |    |                |                |                |  |
|  | 6             | Ola Roja          | 2             |                   |   |                     |                     |                     |  |   |                 |                 |                 |  |    |                |                |                |  |
|  |               |                   |               |                   |   |                     |                     |                     |  |   |                 |                 |                 |  |    |                |                |                |  |

## Líderes individuales
| Categoría         | Jugador                | Equipo                        | Marca | Promedio | %     |
| ----------------- | ---------------------- | ----------------------------- | ----- | -------- | ----- |
| Créditos          | Gregory Devon Lewis    | Soles de Mexicali             | 968   | 27.16    | *     |
| Puntos            | Devon Damont Ford      | Panteras de Aguascalientes    | 961   | 32.03    | *     |
| Rebotes           | Galen Vondell Robinson | Correcaminos UAT Reynosa      | 304   | 8.94     | *     |
| Asistencias       | Jacinto Álvarez Vera   | Panteras de Aguascalientes    | 166   | 5.36     | *     |
| Tiros de 2        | Gregory Devon Lewis    | Soles de Mexicali             | 329   | 10.28    | 0.655 |
| Tiros de 3        | Robby Stephen Collum   | Ola Roja del Distrito Federal | 134   | 4.19     | 0.424 |
| Tiros Libres      | Devon Damont Ford      | Panteras de Aguascalientes    | 227   | 7.57     | 0.866 |
| Minutos           | Charles Edward Byrd    | Halcones UV Veracruz          | 1,249 | 37.85    | *     |
| Faltas Cometidas  | Jacinto Álvarez Vera   | Panteras de Aguascalientes    | 108   | 3.48     | *     |
| Faltas Recibidas  | Gregory Devon Lewis    | Soles de Mexicali             | 180   | 5.63     | *     |
| Robos de Balón    | Larry James Taylor Jr. | Lobos Grises de la UAD        | 90    | 2.65     | *     |
| Pérdidas de balón | Gregory Devon Lewis    | Soles de Mexicali             | 115   | 3.59     | *     |
| Tapones           | Michael Malik Benton   | Mayas de Yucatán              | 97    | 3.73     | *     |

## Designaciones
A continuación se muestran las designaciones a los mejores jugadores de la temporada 2006.
| Designación               | Ganador                   | Equipo                     |
| ------------------------- | ------------------------- | -------------------------- |
| Jugador del año           | Gregory Devon Lewis       | Soles de Mexicali          |
| Guardia del año           | Devon Damont Ford         | Panteras de Aguascalientes |
| Delantero del año         | Gregory Devon Lewis       | Soles de Mexicali          |
| Centro del año            | Galen Vondell Robinson    | Correcaminos UAT Reynosa   |
| Jugador nacional del año  | Romel Roberto Beck Castro | Correcaminos UAT Victoria  |
| Jugador importado del año | Gregory Devon Lewis       | Soles de Mexicali          |
| Entrenador del año        | Silvio José Santander     | Soles de Mexicali          |